# Oulchy-le-Château
Oulchy-le-Château ist eine französische Gemeinde mit 811 Einwohnern (Stand: 1. Januar 2022) im Département Aisne in der Region Hauts-de-France. Sie gehört zum Arrondissement Soissons und zum Kanton Villers-Cotterêts.

## Geographie
Die Gemeinde Oulchy-le-Château liegt etwa 20 Kilometer südsüdöstlich von Soissons. Im Südosten reicht das Gemeindegebiet bis an den Fluss Ourcq. Nachbargemeinden von Oulchy-le-Château sind Grand-Rozoy im Norden, Beugneux im Nordosten und Osten, Bruyères-sur-Fère im Osten und Südosten, Nanteuil-Notre-Dame im Südosten, Armentières-sur-Ourcq im Süden, Breny im Südwesten, Oulchy-la-Ville im Westen sowie Le Plessier-Huleu im Nordwesten.

## Bevölkerungsentwicklung
| Jahr      | 1962 | 1968 | 1975 | 1982 | 1990 | 1999 | 2006 | 2013 | 2022 |
| Einwohner | 651  | 694  | 733  | 788  | 856  | 849  | 859  | 830  | 811  |

## Sehenswürdigkeiten
- Kirche Notre-Dame, Monument historique
- Kirche Saint-Médard in Cugny-les-Crouttes, Monument historique
- alte Priorei, Monument historique

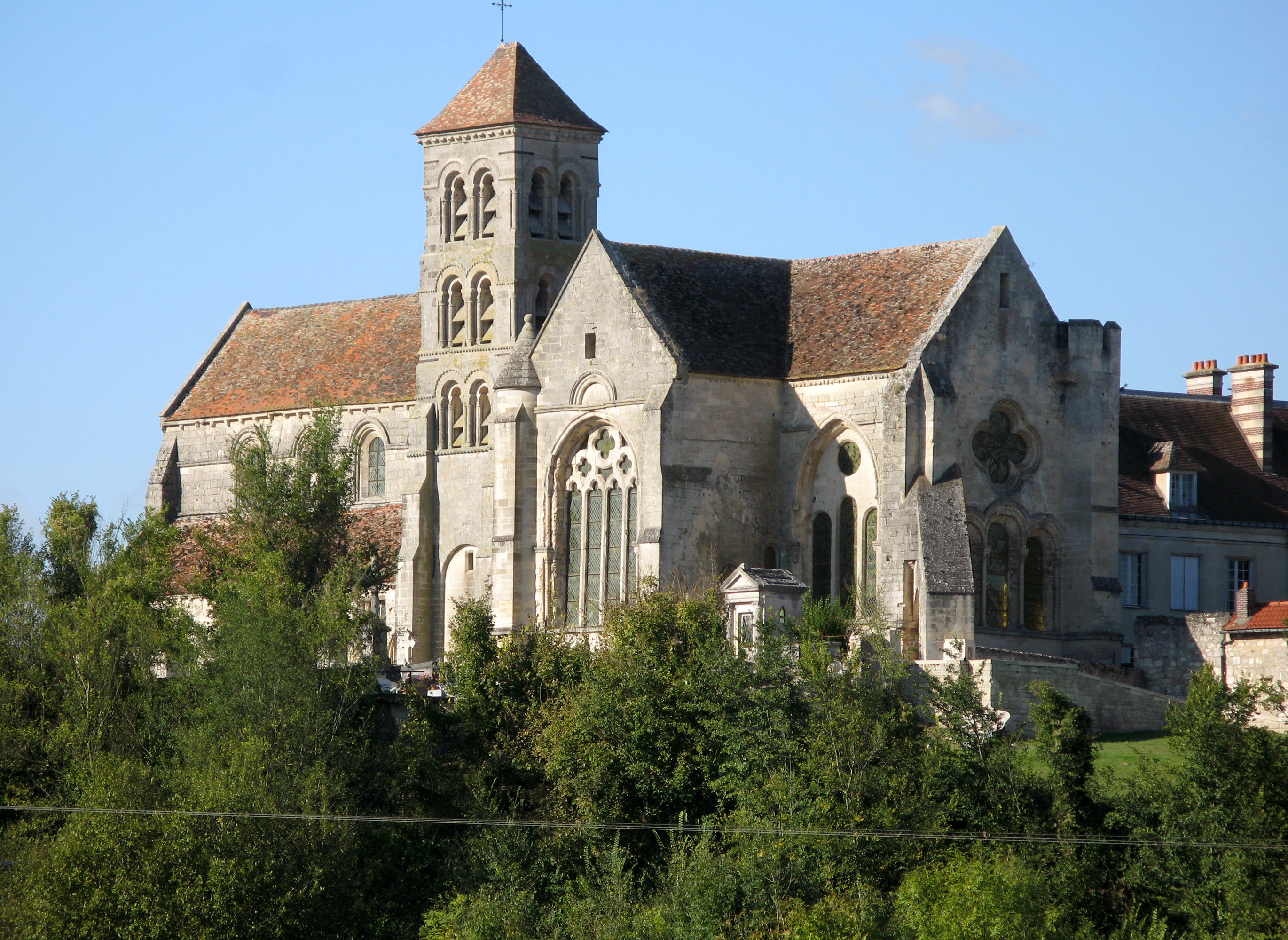
Kirche Notre-Dame
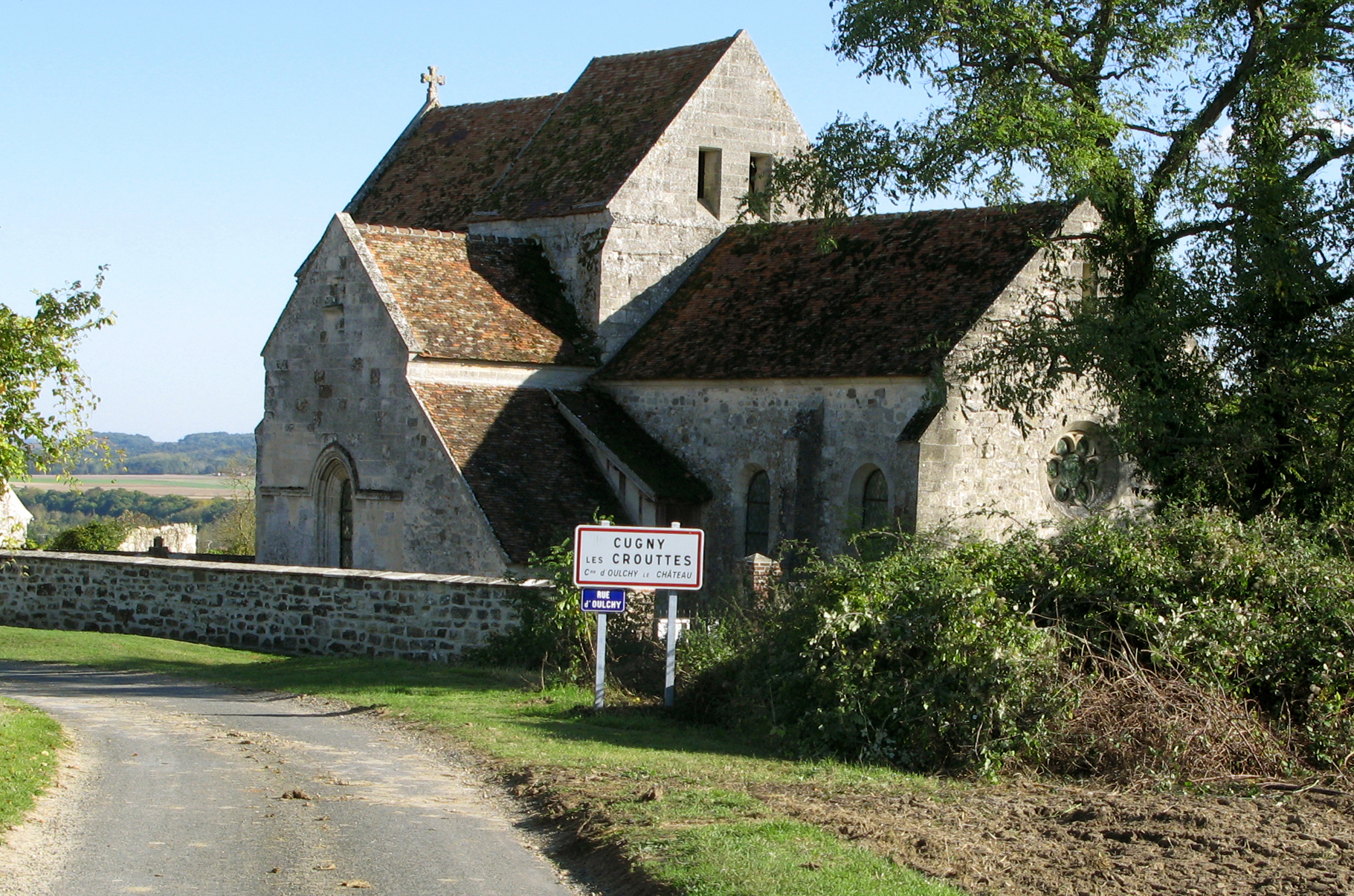
Kirche Saint-Médard
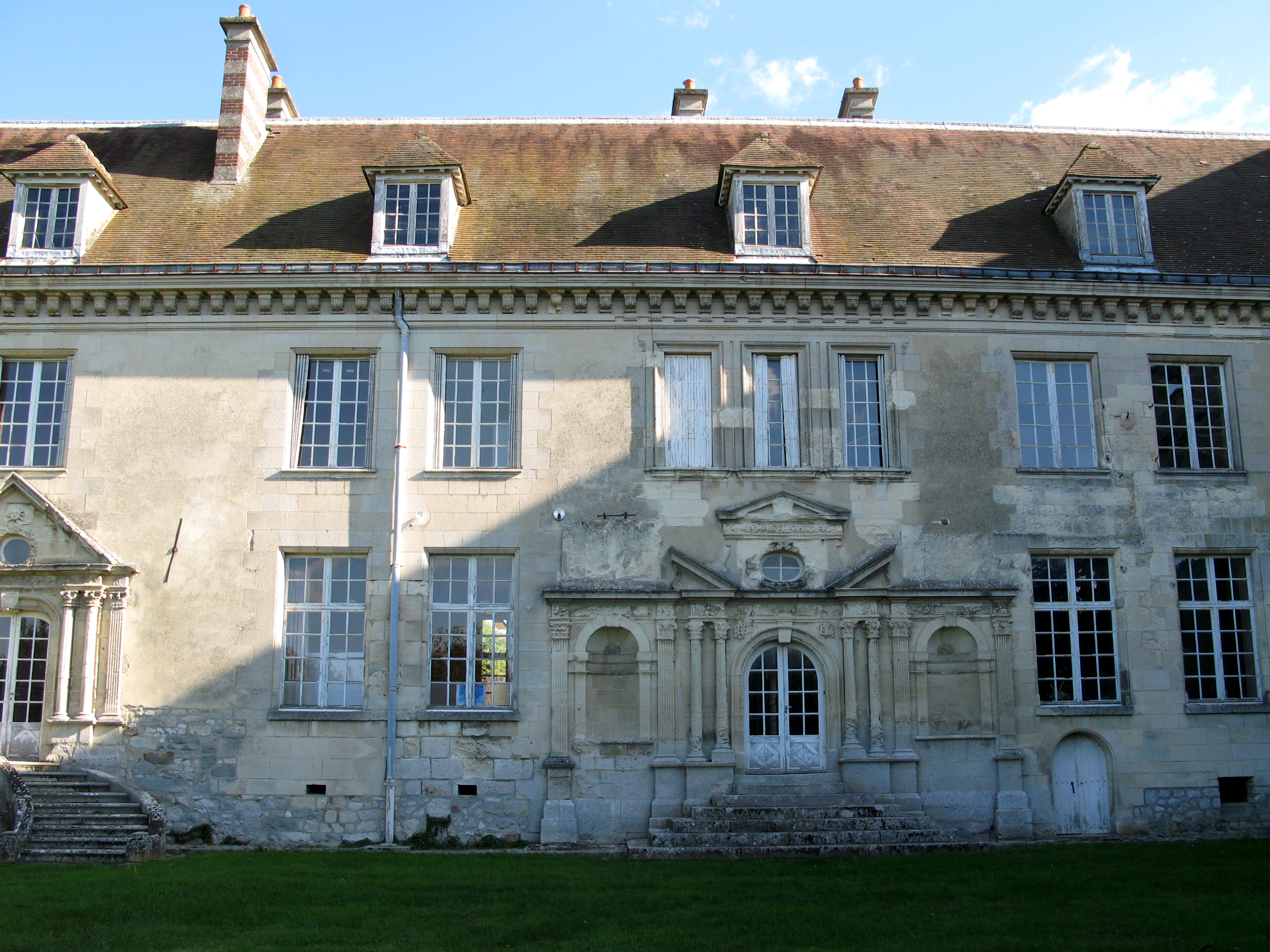
Alte Priorei
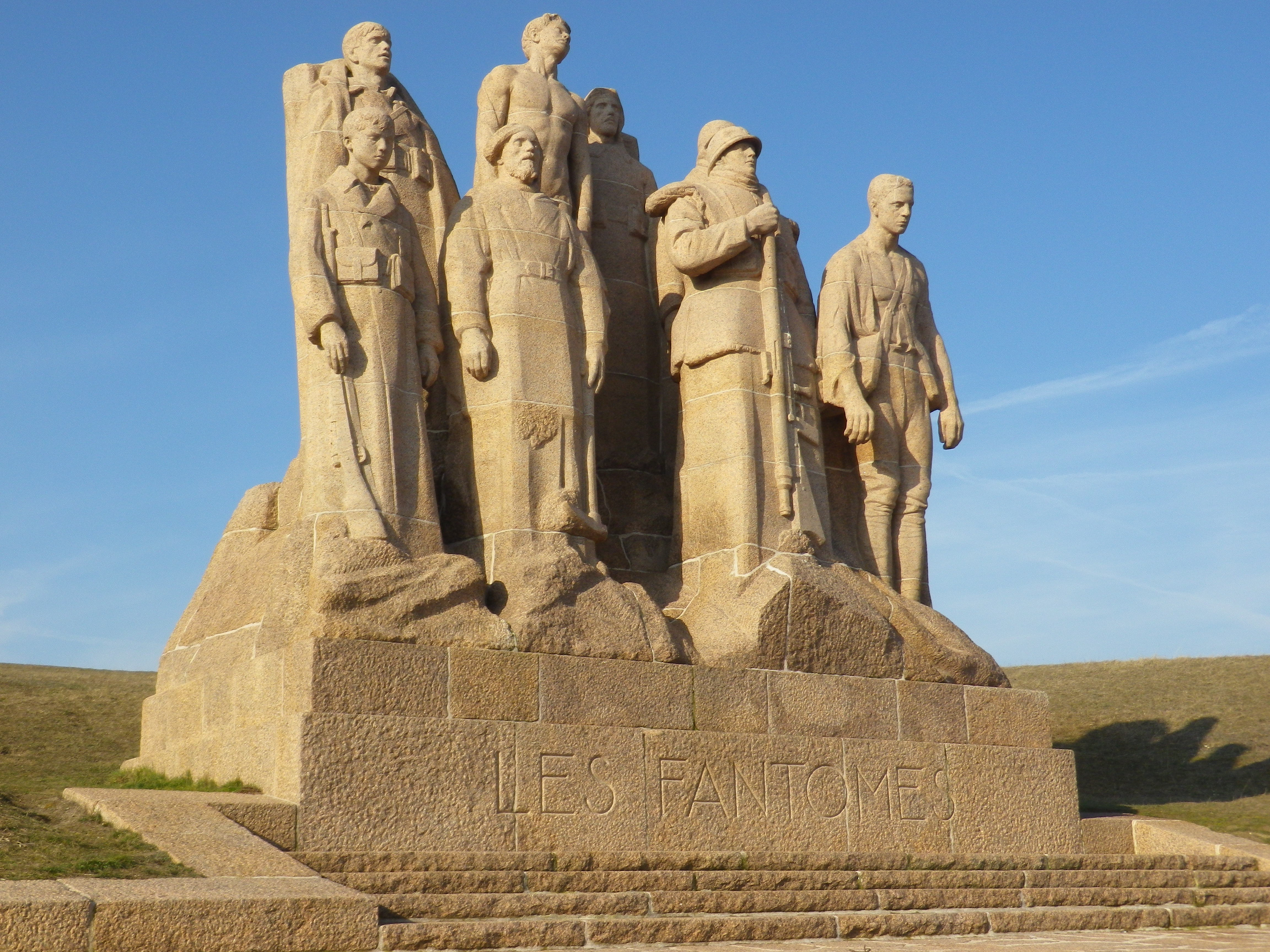
Nationaldenkmal der Zweiten Marneschlacht 1918

## Persönlichkeiten
- Gérard Titus-Carmel (* 1942), Maler und Zeichner